# باب دوسی
باب دوسِـی (انگلیسی: Bob Ducsay؛ زادهٔ ۱۹۶۲ میلادی) یک تدوین‌گر، فیلم‌نامه‌نویس و تهیه‌کننده فیلم اهل ایالات متحده آمریکا است.

## گزیدهٔ فیلم‌شناسی
- ۲۰۱۹ - چاقوهای بی‌غلاف
- ۲۰۱۹ -  سلطان هیولاها
- ۲۰۱۸ - رمپیج
- ۲۰۱۷ - جنگ ستارگان: آخرین جدای
- ۲۰۱۶ - لاک‌پشت‌های نینجای نوجوان جهش‌یافته: خارج از سایه‌ها
- ۲۰۱۵ - سن آندریاس
- ۲۰۱۴ - گودزیلا
- ۲۰۱۳ - جک غول‌کش
- ۲۰۱۲ - لوپر
- ۲۰۱۱ - فصل جادوگری
- ۲۰۰۹ - جی.آی. جو: ظهور کبرا
- ۲۰۰۸ -  مقبره امپراتور اژدها
- ۲۰۰۴ - ون هلسینگ
- ۲۰۰۱ - بازگشت مومیایی
- ۱۹۹۹ - مومیایی
- ۱۹۹۹ - خفاش‌ها
- ۱۹۹۴ - کتاب جنگل
- ۱۹۹۳ - ماجراهای هاکلبری فین
- ۱۹۸۹ - اگه می‌تونی منو بگیر